# 2000年の日本公開映画
- 映画 > 映画の一覧 > 年度別日本公開映画 > 2000年の日本公開映画
- 映画 > 2000年の映画 > 2000年の日本公開映画

2000年の日本公開映画（2000ねんのにほんこうかいえいが）では、2000年（平成12年）1月1日から同年12月31日までに日本で商業公開された映画の一覧を記載。作品名の右の丸括弧内は製作国を示す。
記載の凡例については年度別日本公開映画#凡例を参照

## 作品一覧

### 1月
- 1日
  - ジーンズ -世界は2人のために- （ インド）
- 8日
  - 深海からの物体ｘ( イタリア)
- 13日
  - レッドプラネット （ アメリカ合衆国）
- 15日
  - カーラの結婚宣言 （ アメリカ合衆国）
  - ロッタちゃん　はじめてのおつかい （ スウェーデン）
  - ブエナ・ビスタ・ソシアル・クラブ （ ドイツ /  キューバ /  アメリカ合衆国 /  フランス）
  - おしまいの日。（ 日本）
- 22日
  - 狂っちゃいないぜ! （ アメリカ合衆国）
  - SLAM （ アメリカ合衆国）
  - ワイルド・スモーカーズ （ アメリカ合衆国）
  - レザレクション （ アメリカ合衆国）
  - ブルー・ストリーク （ アメリカ合衆国）
  - 嘘の心 （ フランス）
  - ロルカ、暗殺の丘 （ スペイン /  アメリカ合衆国）
  - 雨あがる （ 日本）
  - リング0 バースデイ （ 日本）
  - ISOLA 多重人格少女 （ 日本）
- 29日
  - ラブ・オブ・ザ・ゲーム （ アメリカ合衆国）
  - バニラ・フォグ （ アメリカ合衆国）
  - シュリ （ 韓国）
  - ディナーの後に （ 韓国）
  - ガラスの脳 （ 日本）
  - いちげんさん （ 日本）

### 2月
- 5日
  - アンナと王様 （ アメリカ合衆国）
  - コンフェッション （ アメリカ合衆国）
  - シビル・アクション （ アメリカ合衆国）
  - シャンドライの恋 （ イタリア）
  - スペシャリスト 自覚なき殺戮者 （ フランス /  ドイツ /  ベルギー /  オーストリア /  イスラエル）
  - 007 ワールド・イズ・ノット・イナフ （ イギリス /  アメリカ合衆国）
  - ポゼスト/狂血 （ デンマーク）
- 11日
  - うずまき （ 日本）
  - ストーリー・オブ・ラブ （ アメリカ合衆国）
  - 富江 replay （ 日本）
  - ビューティフル・ピープル （ イギリス）
- 18日
  - 犬いなる遺産 （ カナダ /  イギリス）
- 19日
  - アメリカン・ヒストリーX （ アメリカ合衆国）
  - 親指スター・ウォーズ （ アメリカ合衆国）
  - 親指タイタニック （ アメリカ合衆国）
  - キッドナッパー （ フランス）
  - クッキー・フォーチュン （ アメリカ合衆国）
  - GEDO/外道 （ 日本）
  - 13ウォーリアーズ （ アメリカ合衆国）
  - 13F （ アメリカ合衆国）
  - ミフネ （ デンマーク）
  - 理想の結婚 （ イギリス）
- 26日
  - 火星のわが家 MARS SWEET HOME （ 日本）
  - Go! Go! L.A. （ イギリス /  フランス /  フィンランド）
  - スリーピー・ホロウ （ アメリカ合衆国）
  - 遠い空の向こうに （ アメリカ合衆国）
  - ノイズ （ アメリカ合衆国）
  - 発狂する唇 （ 日本）
  - マグノリア （ アメリカ合衆国）
  - 囁く廊下-女校怪談-（ 韓国）

### 3月
- 3日
  - オーディション （ 日本）
- 4日
  - ダブル・ジョパディー （ アメリカ合衆国）
  - ほんとうのジャクリーヌ・デュ・プレ （ イギリス）
  - ケイゾク/映画 Beautiful Dreamer （ 日本）
  - 守ってあげたい! （ 日本）
  - 東映アニメフェア （ 日本）
    - ONE PIECE
    - デジモンアドベンチャー ぼくらのウォーゲーム!
- 10日
  - ドイツチェーンソー大量虐殺 （ ドイツ）
- 11日
  - トイ・ストーリー2 （ アメリカ合衆国）
  - 氷の接吻 （ アメリカ合衆国）
  - アデュー、ぼくたちの入江 （ フランス）
  - 破線のマリス （ 日本）
  - ブギーポップは笑わない （ 日本）
  - ドラえもん のび太の太陽王伝説 （ 日本）
  - ウルトラマンティガ THE FINAL ODYSSEY （ 日本）
  - バレット・バレエ （ 日本）
- 18日
  - ヴァン・ダム IN コヨーテ （ アメリカ合衆国）
  - フェリシアの旅 （ カナダ /  イギリス）
  - マイ・リトル・ガーデン （ デンマーク /  ドイツ /  イギリス）
  - 美少年の恋 （ 香港）
- 25日
  - グリーンマイル （ アメリカ合衆国）
  - ストレイト・ストーリー （ アメリカ合衆国）
  - 救命士 （ アメリカ合衆国）
  - ラビナス （ アメリカ合衆国）

### 4月
- 1日
  - スクリーム3 （ アメリカ合衆国）
  - はつ恋 （ 日本）
  - 玻璃の城 （ 香港）
  - ヒマラヤ杉に降る雪 （ アメリカ合衆国）
  - ホームシック （ 日本）
  - 真夏の夜の夢 （ アメリカ合衆国）
  - U.M.A レイク・プラシッド （ アメリカ合衆国）
- 7日
  - ジャージー・デビル・プロジェクト （ アメリカ合衆国）
- 8日
  - NYPD/15分署 （ アメリカ合衆国）
  - 完全犯罪 （ アメリカ合衆国）
  - スペーストラベラーズ （ 日本）
  - スリー・キングス （ アメリカ合衆国）
  - セイヴィア （ アメリカ合衆国）
  - ロゼッタ （ ベルギー /  フランス）
- 15日
  - アイアン・ジャイアント （ アメリカ合衆国）
  - サマー・オブ・サム （ アメリカ合衆国）
  - ハーモニーベイの夜明け （ アメリカ合衆国）
  - 風雲 ストームライダーズ （ 香港）
  - ベリー・バッド・ウェディング （ アメリカ合衆国）
  - ボーン・コレクター （ アメリカ合衆国）
  - マーシャル・ロー （ アメリカ合衆国）
- 18日
  - インモラル・ラバー/禁断の罪 （ アメリカ合衆国）
- 22日
  - ヴァージン・スーサイズ （ アメリカ合衆国）
  - クレヨンしんちゃん 嵐を呼ぶジャングル （ 日本）
  - ザ・ビーチ （ アメリカ合衆国）
  - ジャンヌと素敵な男の子 （ フランス）
  - スティル・クレイジー （ イギリス）
  - 花火降る夏 （ 香港）
  - 名探偵コナン 瞳の中の暗殺者 （ 日本）
- 29日
  - アナザヘブン （ 日本）
  - アメリカン・ビューティー （ アメリカ合衆国）
  - イグジステンズ （ イギリス /  カナダ）
  - オール・アバウト・マイ・マザー （ スペイン）
  - 川の流れのように（ 日本）
  - 年下のひと （ フランス）
  - 日曜日の恋人たち （ フランス）
  - PRINCESS MONONOKE （ 日本） ※もののけ姫 英語吹替・日本語字幕スーパー版
  - ぼくは歩いてゆく （ イラン）
  - MONDAY （ 日本）

### 5月
- 6日
  - ウイングコマンダー （ アメリカ合衆国）
  - 太陽は、ぼくの瞳 （ イラン）
  - HYSTERIC （ 日本）
- 13日
  - アンドリューNDR114 （ アメリカ合衆国）
  - ノー・ルッキング・バック （ アメリカ合衆国）
  - トリック・ベイビー （ アメリカ合衆国）
  - ロミオ・マスト・ダイ （ アメリカ合衆国）
  - オネーギンの恋文 （ イギリス）
  - ゴダールの映画史 （ フランス）
  - どら平太 （ 日本）
  - ボクの、おじさん THE CROSSING （ 日本）
- 20日
  - マイ・ハート、マイ・ラブ （ アメリカ合衆国 /  イギリス）
  - ラスト・ハーレム （ フランス /  イタリア /  トルコ）
  - 喜劇王 （ 香港）
  - ピンチランナー （ 日本）
- 26日
  - ベンゴ （ フランス /  スペイン）
- 27日
  - エリン・ブロコビッチ （ アメリカ合衆国）
  - サム・ガール （ アメリカ合衆国）
  - ミッション・トゥ・マーズ （ アメリカ合衆国）
  - スティグマータ/聖痕 （ アメリカ合衆国）
  - インサイダー （ アメリカ合衆国）
  - エニイ・ギブン・サンデー （ アメリカ合衆国）
  - ムッソリーニとお茶を （ アメリカ合衆国）
  - ファントム （ アメリカ合衆国）
  - プロポーズ （ アメリカ合衆国）
  - ショー・ミー・ラブ （ スウェーデン）
  - クワイエット・ファミリー （ 韓国）
  - フリーズ・ミー （ 日本）
  - 蝉祭りの島 （ 日本）

### 6月
- 3日
  - 鬼教師ミセス・ティングル （ アメリカ合衆国）
  - ナインスゲート （ フランス /  スペイン）
  - 人狼 JIN-ROH （ 日本）
- 10日
  - マン・オン・ザ・ムーン （ アメリカ合衆国）
  - クール・ドライ・プレイス （ アメリカ合衆国）
  - アウト・オブ・タウナーズ （ アメリカ合衆国）
  - プランケット&マクレーン （ イギリス）
  - ミラクル・ペティント （ スペイン）
  - クロスファイア （ 日本）
  - 千里眼 （ 日本）
  - センチメンタルシティマラソン （ 日本）
- 17日
  - グラディエーター （ アメリカ合衆国）
  - 2番目に幸せなこと （ アメリカ合衆国）
  - ビッグ・ダディ （ アメリカ合衆国）
  - ハネムーン・キラーズ （ アメリカ合衆国）
  - フルスタリョフ、車を! （ ロシア /  フランス）
  - すずらん 少女萌の物語 （ 日本）
  - 楽園 （ 日本）
- 24日
  - 地上より何処かで （ アメリカ合衆国）
  - エドtv （ アメリカ合衆国）
  - スパイダーズ （ アメリカ合衆国）
  - 白い刻印 （ アメリカ合衆国）
  - ロッタちゃんと赤いじてんしゃ （ スウェーデン）
  - 白い花びら （ フィンランド）
  - 暗戦 デッドエンド （ 香港）
  - クレイジー・イングリッシュ （ 中国）
  - エスカフローネ （ 日本）

### 7月
- 1日
  - レインディア・ゲーム （ アメリカ合衆国）
  - サイダーハウス・ルール （ アメリカ合衆国）
  - シーズ・オール・ザット （ アメリカ合衆国）
  - アメリカン・パイ （ アメリカ合衆国）
  - ブラウンズ・レクイエム （ アメリカ合衆国）
  - キャリー2 （ アメリカ合衆国）
  - ネフュー （ アイルランド）
  - ハンネス、列車の旅 （ ドイツ）
  - 太陽の誘い （ スウェーデン）
  - あの子を探して （ 中国）
  - TOMOKO もっとも危険な女 （ 日本）
  - ブリスター! BLISTER （ 日本）
  - 地獄曼陀羅 アシュラ（ インド）
- 7日
  - ざわざわ下北沢 （ 日本）
  - 岸和田少年野球団 （ 日本）
- 8日
  - ミッション:インポッシブル2 （ アメリカ合衆国）
  - ボーイズ・ドント・クライ （ アメリカ合衆国）
  - ドグマ （ アメリカ合衆国）
  - クリクリのいた夏 （ フランス）
  - フォーエバー・フィーバー （ シンガポール）
- 15日
  - ハピネス （ アメリカ合衆国）
  - スチュアート・リトル （ アメリカ合衆国）
  - ティガームービー　プーさんの贈りもの （ アメリカ合衆国）
  - マネートレーダー/銀行崩壊 （ イギリス）
  - ロスト・サン （ フランス /  イギリス）
  - Cut カット! （ オーストラリア）
  - ジュブナイル （ 日本）
  - おじゃる丸 約束の夏 （ 日本）
  - 六門天外モンコレナイト～伝説のファイアドラゴン～ （ 日本）
  - フシギのたたりちゃん （ 日本）
  - カードキャプターさくら 封印されたカード （ 日本）
- 22日
  - TATARI タタリ （ アメリカ合衆国）
  - モジュレーション （ アメリカ合衆国）
  - パンと植木鉢 （ イラン /  フランス）
  - ギャベ （ イラン /  フランス）
  - クローサー・ユー・ゲット （ アイルランド）
  - 風を見た少年 （ 日本）
- 29日
  - パーフェクト ストーム （ アメリカ合衆国）
  - ツイン・フォールズ・アイダホ （ アメリカ合衆国）
  - 最後通告 （ スイス /  フランス /  ドイツ）
  - ルナ・パパ （ ドイツ / オーストリア /  日本）
  - ソフィーの世界 （ ノルウェー）
  - 源氏物語 あさきゆめみし～Live in a Dream～ （ 日本）
  - ひまわり （ 日本）
  - それいけ! アンパンマン 人魚姫のなみだ （ 日本）
  - 月
  - ポケットモンスター結晶塔の帝王 ENTEI （ 日本）
  - 東映アニメフェア （ 日本）
    - デジモンアドベンチャー02 デジモンハリケーン上陸!!/超絶進化!!黄金のデジメンタル
    - おジャ魔女どれみ♯

### 8月
- 1日
  - 死化粧師オロスコ （ 日本）
- 4日
  - GLOW 僕らはここに…。 （ 日本）
- 5日
  - 新しい神様 （ 日本）
  - 海のオーロラ （ 日本）
  - 仮面学園 （ 日本）
  - ゴンゾ宇宙に帰る （ アメリカ合衆国）
  - 死者の学園祭 （ 日本）
  - シャンハイ・ヌーン （ アメリカ合衆国）
  - チューブ・テイルズ （ イギリス）
  - ディル・セ 心から （ インド）
  - パップス （ アメリカ合衆国）
  - リプリー （ アメリカ合衆国）
- 9日
  - ミフネ （ デンマーク）
- 12日
  - アイスリンク （ フランス）
  - 英雄の条件 （ アメリカ合衆国）
  - 顔 （ 日本）
  - サウスパーク/無修正映画版 （ アメリカ合衆国）
  - さくや妖怪伝 （ 日本）
  - サルサ! （ フランス /  スペイン）
  - タイタンA.E. （ アメリカ合衆国）
  - TAXi2 （ フランス）
  - ヒューマン・トラフィック （ イギリス）
- 19日
  - イギリスから来た男 （ アメリカ合衆国）
  - 行商人 （ イラン）
  - クラークス （ アメリカ合衆国）
  - サイクリスト （ イラン /  イギリス）
  - シェルタリング・スカイを書いた男 ポール・ボウルズの告白 （ カナダ）
  - フリントストーン2/ビバ・ロック・ベガス （ アメリカ合衆国）
  - ホワイトアウト （ 日本）
- 26日
  - 映画版 未来日記 The Future Diary On The Film （ 日本）
  - コーンウォールの森へ （ イギリス）
  - ステューピッド・イン・ニューヨーク （ アメリカ合衆国）
  - 電話で抱きしめて （ アメリカ合衆国）
  - だれも知らない夏の空 （ 日本）
  - NAGISA （ 日本）

### 9月
- 2日
  - 17歳のカルテ （ アメリカ合衆国）
  - 60セカンズ （ アメリカ合衆国）
  - 最終絶叫計画 （ アメリカ合衆国）
  - フローレス （ アメリカ合衆国）
  - うちへ帰ろう （ アメリカ合衆国）
  - ワンダー・ボーイズ （ アメリカ合衆国）
  - 条理ある疑いの彼方に （ アメリカ合衆国）
  - ひかりのまち （ イギリス）
  - 素肌の涙 （ イギリス）
  - ファイナル・カット （ イギリス）
  - アム・アイ・ビューティフル? （ ドイツ）
  - リュシアン 赤い小人 （ フランス /  ベルギー）
  - 押切 OSHIKIRI （ 日本）
  - 不貞の季節 （ 日本）
- 9日
  - ハリウッド・ミューズ （ アメリカ合衆国）
  - ミュージック・オブ・ハート （ アメリカ合衆国）
  - 恋するための3つのルール （ アメリカ合衆国）
  - 60セカンズ （ アメリカ合衆国）
  - ルール （ アメリカ合衆国）
  - きかんしゃトーマス 魔法の線路（ アメリカ合衆国）
  - U-571 （ アメリカ合衆国 /  フランス）
  - オルフェ （ ブラジル）
  - 金髪の草原 （ 日本）
- 15日
  - JIMI HENDRIX ジミ・ヘンドリックス （ アメリカ合衆国）
  - 長崎ぶらぶら節 （ 日本）
- 16日
  - 溺れゆく女 （ フランス）
  - しあわせ家族計画 （ 日本）
- 20日
  - バッドムービー （ 韓国）
- 23日
  - マルコヴィッチの穴 （ アメリカ合衆国）
  - オーガズモ （ アメリカ合衆国）
  - パトリオット （ アメリカ合衆国）
  - キッド （ アメリカ合衆国）
  - スノー・ステーション （ カナダ /  アメリカ合衆国 /  イギリス）
  - さよならS （ フランス）
  - ポルノグラフィックな関係 （ ベルギー /  フランス /  ルクセンブルク /  スイス）
  - ヒーロー・イン・チロル （ オーストリア）
  - ムムー （ ロシア）
  - 硝子のジェネレーション/香港少年激闘団 （ 香港）
- 30日
  - キャスティング・ディレクター（ アメリカ合衆国）
  - この胸のときめき （ アメリカ合衆国）
  - カノン （ フランス）
  - クリミナル・ラヴァーズ （ フランス）
  - シベリアの理髪師 （ ロシア /  フランス /  イタリア /  チェコ）
  - ヘヴンズ・バーニング （ オーストラリア）
  - 最愛の夏 （ 台湾）
  - ホーク/B計画 （ 香港）
  - マヌケ先生 （ 日本）
  - 淀川長治物語・神戸篇 サイナラ （ 日本）
  - 本日またまた休診なり （ 日本）

### 10月
- 7日
  - WEBMASTER ウェブマスター （ デンマーク /  スウェーデン）
  - X-メン（ アメリカ合衆国）
  - カラフル （ 日本）
  - クレイドル・ウィル・ロック （ アメリカ合衆国）
  - 五条霊戦記 GOJOE （ 日本）
  - ダンサー （ フランス）
  - 東京ゴミ女 （ 日本）
  - パパってなに? （ ロシア /  フランス）
  - ピンク・ピンク・ライン （ アメリカ合衆国）
- 14日
  - インビジブル （ アメリカ合衆国）
  - ことの終わり （ イギリス /  アメリカ合衆国）
  - デトロイト・ロック・シティ （ アメリカ合衆国）
  - ホーム・スイートホーム （ 日本）
- 21日
  - ああっ女神さまっ （ 日本）
  - カオス （ 日本）
  - 議事堂を梱包する （ フランス）
  - キューバ・フェリス （ キューバ /  フランス）
  - ちんちろまい （ 日本）
  - バトルフィールド・アース （ アメリカ合衆国）
  - フィオナが恋していた頃 （ アメリカ合衆国）
  - ペパーミント・キャンディー （ 韓国）
- 28日
  - アンジェラの灰 （ アメリカ合衆国 /  アイルランド）
  - 倦怠 （ フランス）
  - ザ・ディレクター ［市民ケーン］の真実 （ アメリカ合衆国）
  - sWinG maN スイングマン （ 日本）
  - セクシュアル・イノセンス （ アメリカ合衆国）
  - 太白山脈 （ 韓国）
  - 太陽の法－エル・カンターレへの道 （ 日本）
  - DOWN UNDER BOYS （ オーストラリア）
  - 独立少年合唱団 （ 日本）
  - ナッティ・プロフェッサー2 クランプ家の面々 （ アメリカ合衆国）
  - 薔薇の眠り （ アメリカ合衆国）
  - ミュージック・フロム・アナザー・ルーム （ アメリカ合衆国）
  - ラヴァーズ （ フランス）

### 11月
- 3日
  - いつまでも二人で（ イギリス /  アメリカ合衆国）
  - グリーン・デスティニー （ アメリカ合衆国 /  中国 /  台湾 / 香港）
  - スペース・カウボーイ （ アメリカ合衆国）
  - ブレックファースト・オブ・チャンピオンズ （ アメリカ合衆国）
  - マイ・ドッグ・スキップ （ アメリカ合衆国）
  - 世にも奇妙な物語 映画の特別編 （ 日本）
- 4日
  - 赤い標的 THE BREAK UP （ アメリカ合衆国）
  - カル （ 韓国）
  - 宮廷料理人ヴァテール （ フランス /  イギリス）
  - グリーンフィッシュ （ 韓国）
  - KOROSHI 殺し （ 日本）
  - サン・ピエールの生命 （ フランス）
  - スリ （ 日本）
  - 9-NINE/ナイン （ 日本）
  - ブラッドシンプル ザ・スリラー （ アメリカ合衆国）
  - わたしが美しくなった100の秘密 （ アメリカ合衆国）
- 11日
  - 愛ここにありて （ アメリカ合衆国）
  - シャフト （ アメリカ合衆国）
  - 十五才 学校IV （ 日本）
  - スプリング・イン・ホームタウン （ 韓国）
  - チャーリーズ・エンジェル （ アメリカ合衆国）
  - 花を摘む少女と虫を殺す少女 （ 日本）
  - 美術館の隣の動物園 （ 韓国）
  - 漂流街 THE HAZARD CITY （ 日本）
  - ブッシュ・ド・ノエル （ フランス）
  - 弱虫 （チンピラ） （ 日本）
  - リプレイスメント （ アメリカ合衆国）
  - 悪いことしましョ! （ アメリカ合衆国）
- 18日
  - ekiden 駅伝 （ 日本）
  - クロコダイルの涙 （ イギリス）
  - 趣味の問題 （ フランス）
  - SLC PUNK!!! （ アメリカ合衆国）
  - 8 1/2の女たち （ イギリス /  フランス /  ドイツ /  オランダ /  ベルギー /  ルクセンブルク）
  - BLOOD THE LAST VAMPIRE （ 日本）
  - ヘッド・オン! （ オーストラリア）
  - ボディ・ショット （ アメリカ合衆国）
- 23日
  - エクソシスト/ディレクターズ・カット版 （ アメリカ合衆国）
  - 超速伝説 ミッドナイト・チェイサー （ 香港）
- 25日
  - 新・仁義なき戦い （ 日本）
  - セブンD （ ドイツ）
  - タイタス （ アメリカ合衆国）
  - 天国までの百マイル （ 日本）
  - 閉じる日 （ 日本）
  - 2H （ 日本）
  - ひとめ惚れ （ 香港）

### 12月
- 2日
  - ピッチブラック （ アメリカ合衆国）
  - コード （ アメリカ合衆国）
  - レスリー・ニールセンの2001年宇宙への旅 （ アメリカ合衆国）
  - サイレンス （ イラン）
  - 初恋のきた道 （ 中国）
  - DEAD OR ALIVE 2 逃亡者 （ 日本）
  - 三文役者 （ 日本）
- 7日
  - 式日-SHIKI-JITSU- （ 日本）
- 9日
  - バーティカル・リミット （ アメリカ合衆国）
  - ホワット・ライズ・ビニース （ アメリカ合衆国）
  - コヨーテ・アグリー （ アメリカ合衆国）
  - オーロラの彼方へ （ アメリカ合衆国）
  - ダイナソー （ アメリカ合衆国）
  - シャンヌのパリ、そしてアメリカ （ イギリス）
  - パリの確率 （ フランス）
  - 春香伝 （ 韓国）
- 16日
  - シックス・デイ （ アメリカ合衆国）
  - グリンチ （ アメリカ合衆国）
  - 13デイズ （ アメリカ合衆国）
  - ウーマン・オン・トップ （ アメリカ合衆国）
  - ホワット・ライズ・ビニース （ アメリカ合衆国）
  - ゴッド・アンド・モンスター （ アメリカ合衆国）
  - 恋の骨折り損 （ イギリス /  アメリカ合衆国）
  - 私が愛したギャングスター （ イギリス /  アイルランド）
  - キンスキー、我が最愛の敵 （ ドイツ /  イギリス）
  - レンブラントへの贈り物 （ フランス /  ドイツ /  オランダ）
  - 夢だと云って （ フランス）
  - パン・タデウシュ物語 （ ポーランド /  フランス）
  - ヤンヤン 夏の想い出 （ 台湾 /  日本）
  - 決戦・紫禁城 （ 香港）
  - バトル・ロワイアル （ 日本）
  - ゴジラ×メガギラス G消滅作戦 （ 日本）
  - PARTY 7 （ 日本）
- 23日
  - ヘルレイザー ゲート・オブ・インフェルノ （ アメリカ合衆国）
  - ゴッド・アンド・モンスター （ アメリカ合衆国）
  - ジュリアン （ アメリカ合衆国）
  - ベニスで恋して （ イタリア）
  - ダンサー・イン・ザ・ダーク （ デンマーク）
  - 深紅の愛 DEEP CRIMSON （ メキシコ /  フランス /  スペイン）
  - キャラバン （ ネパール /  フランス /  スイス /  イギリス）
  - シックスティナイン （ タイ）
  - 流星 （ 香港）
  - ルアンの歌 （ 中国）
  - ナトゥ 踊る!ニンジャ伝説 （ 日本）